# اوله سولتوفت
اوله سولتوفت (دانمارکی: Ole Søltoft؛ ‏ ۸ ژانویهٔ ۱۹۴۱ – ۹ مهٔ ۱۹۹۹) بازیگر و صداپیشه اهل دانمارک بود.
از فیلم‌ها یا برنامه‌های تلویزیونی که وی در آن نقش داشته‌است، می‌توان به مازورکای کنار تخت، دندان‌پزشک کنار تخت، مأمور ۶۹ ینسن در برج قوس، مأمور ۶۹ ینسن در برج عقرب، در برج اسد، در برج ثور، بیا کنار تخت من، ملوانان کنار تخت و تفنگدارها اشاره کرد.